# Augusterlebnis

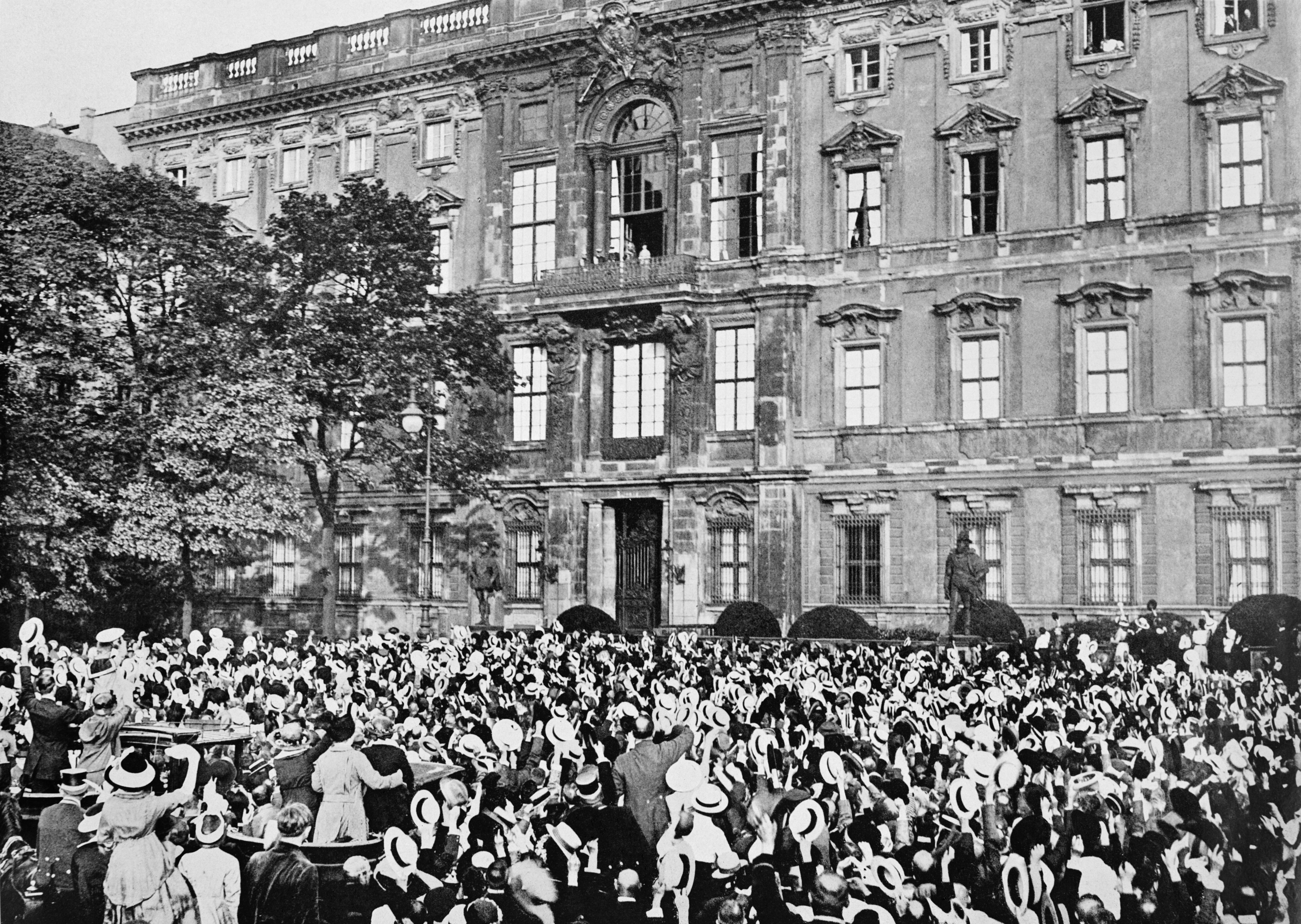
Tłum Niemców pozdrawia cesarza Wilhelma II stojącego na balkonie zamku w Berlinie, po ogłoszeniu mobilizacji i wypowiedzeniu Rosji wojny

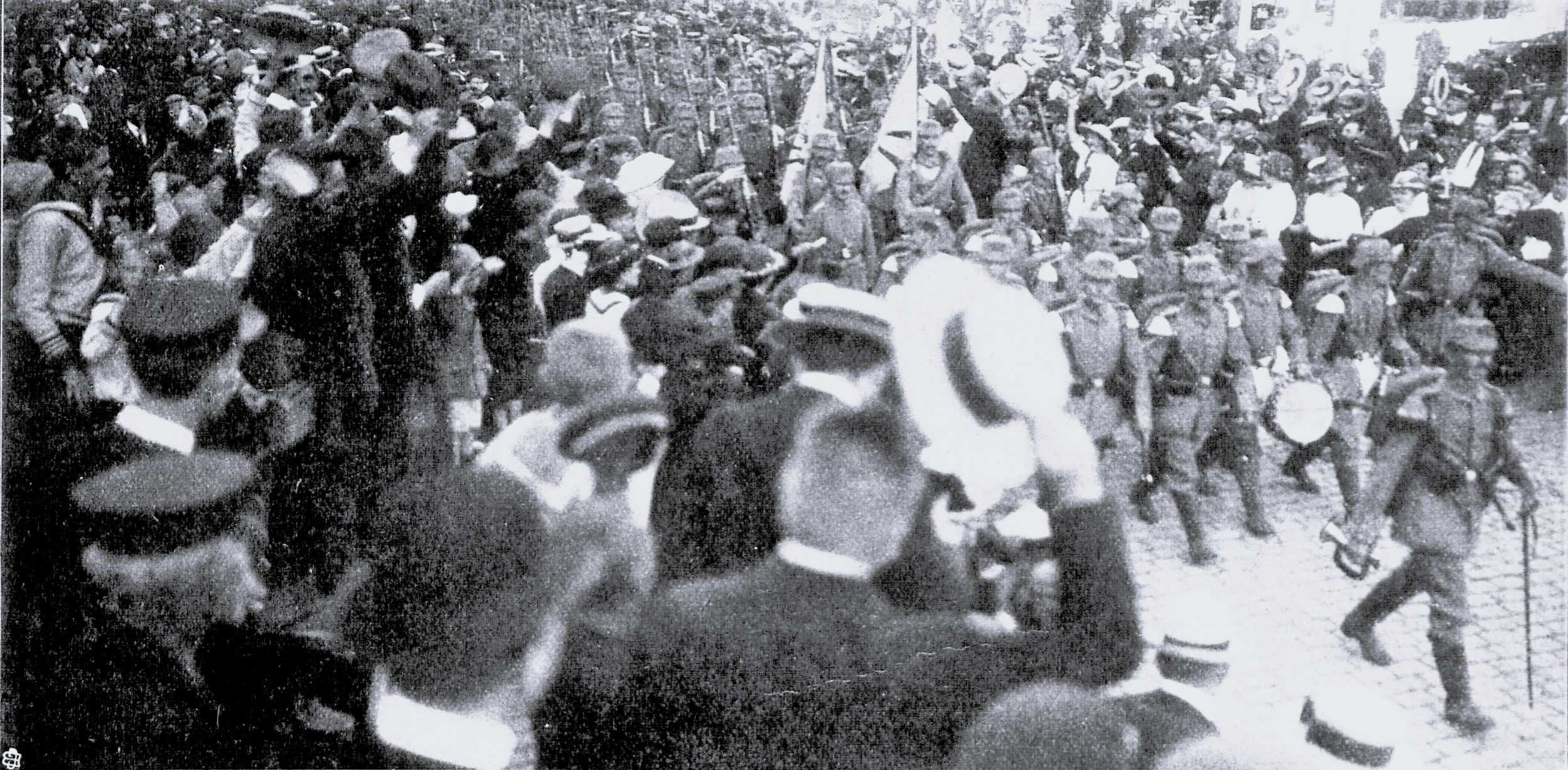
Mieszkańcy Lubeki pozdrawiają żołnierzy wyruszających na front

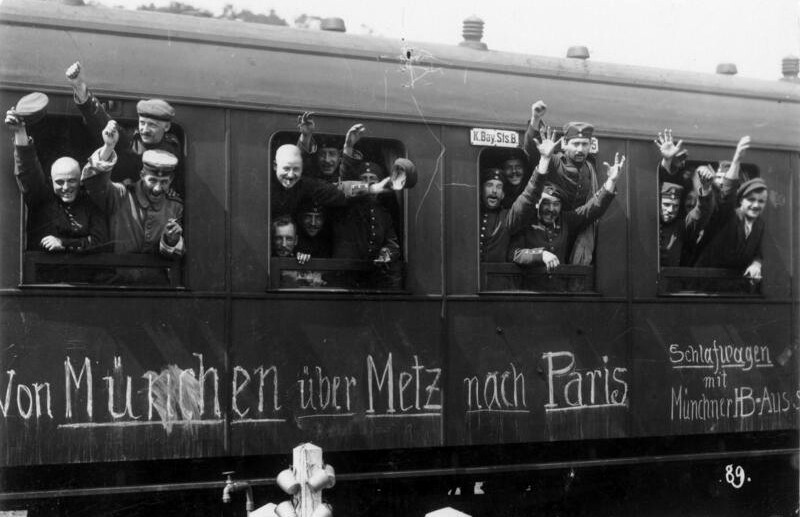
Niemieccy żołnierze jadący na front, napis na wagonie głosi: Z Monachium przez Metz na Paryż

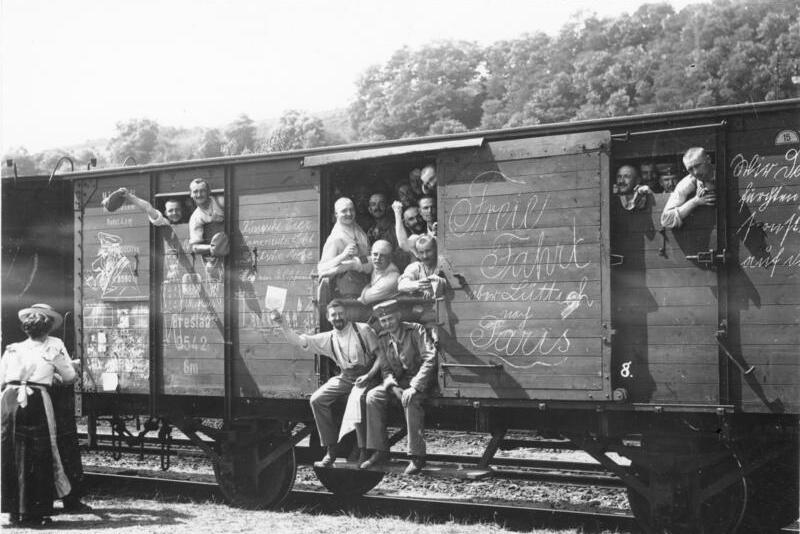
Niemieccy żołnierze jadący na front, jeden z napisów na wagonie głosi: Rosyjskie jajka, francuskie szampany, niemieckie lanie – do licha, jak to smakuje!

Augusterlebnis – termin opisujący nastroje nacjonalistyczne, często określane jako „entuzjastyczne” lub „euforyczne”, panujące wśród znacznej części ludności Cesarstwa Niemieckiego w sierpniu 1914 roku, na początku I wojny światowej.

## Historia
We wszystkich państwach które przystąpiły do wojny, część ludności była zaskakująco spokojna, jeśli chodzi o wybuch konfliktu bowiem wydawała się przekonana o nieuchronności wojny. Walczące państwa podzielały przekonanie, że każde z nich musi stoczyć wojnę obronną. Po południu 1 sierpnia 1914 roku tysiące Niemców zebrało się przed zamkiem w Berlinie, by być świadkami niemieckiego ultimatum skierowanego do Rosji. Gdy o godzinie 17:00 w bramie zamkowej pojawił się oficer i ogłosił mobilizację, zgromadzone tłumy odśpiewały luterański chorał Nun danket alle Gott. Niepewność co do przyszłego losu ustąpiła miejsca emocjom religijnym.
Napięcie w Niemczech wyraźnie wzrosło od połowy lipca 1914 roku. W Berlinie i innych dużych miastach codziennie tłumy ludzi wychodziły na ulice, aby dowiedzieć się czegoś i wymienić informacje – lub wyrazić swoje poglądy polityczne. W masowym wiecu antywojennym, w którym uczestniczyły tysiące uczestników, opozycyjni socjaldemokraci demonstrowali 28 lipca w stolicy Cesarstwa w obronie pokoju. Wiece pokojowe organizowane przez ruch robotniczy odbywały się już w poprzednich latach. Róża Luksemburg i Karl Liebknecht należeli do czołowych polityków niemieckiego ruchu antywojennego. Na przykład we wrześniu 1911 roku Liebknecht przemawiał do około 200 000 ludzi na wiecu Socjaldemokratycznej Partii Niemiec (SPD) w Treptower Park pod Berlinem o zbliżającym się niebezpieczeństwie wojny podczas drugiego kryzysu marokańskiego. Latem 1914 roku w całym kraju odbyły się demonstracje antywojenne. Ale były też głosy w Berlinie i innych miejscach, które próbowały zagłuszyć protestujących patriotycznymi hasłami: niekoniecznie demonstrowali za wojną, ale chcieli dać jasno do zrozumienia rządowi Bethmanna-Hollwega, że powinien pozostać niezłomny i bronić swoich interesów wobec Rosji i Francji. Inni chronili swoje pieniądze, w panice wycofując je z kont oszczędnościowych lub próbowali wymienić marki na złote i srebrne monety o stałej wartości.

## Augusterlebnis
Kiedy 1 sierpnia wojna wreszcie stała się przesądzona, kolejki do sklepów spożywczych nasiliły się. Jednocześnie młodzi mężczyźni i młodzi ludzie zwracali na siebie uwagę śpiewając pieśni patriotyczne: na fotografiach widać ich promieniejących radością i wymachujących kapeluszami na ulicach. Wkrótce potem parady te zostały wykorzystane w publikacjach patriotycznych jako dowód powszechnego entuzjazmu dla wojny w Niemczech. Jednak stosunkowo niewiele osób w dużych miastach było faktycznie entuzjastycznie nastawionych do wojny; była to przeważnie burżuazja oraz młodzież, głównie uczniowie i studenci. Nie zachowały się jednak fotografie tych kobiet i mężczyzn, którzy w zacisznej domowej atmosferze z niepokojem spoglądali w przyszłość. Niemcy nie byli zadowoleni z wojny, ale większość mężczyzn była gotowa walczyć za ojczyznę. Podobnie jak w innych państwach zaangażowanych w wojnę, w Niemczech dominowało przekonanie o konieczności prowadzenia walki obronnej.
Gwałtownie rosnąca liczba artykułów propagandowych latem 1914 roku sprawiała wrażenie, że wojna zakończy się triumfalnie w stosunkowo krótkim czasie. Dla większości Niemców apele o jedność narodową i radykalne zdystansowanie się od wrogich narodów były orientacją tożsamościową w burzliwych czasach. W napiętej narodowo atmosferze prześcigania się w miłości do ojczyzny żadne oficjalne wpływy nie były potrzebne, aby mentalnie zmobilizować ludność Berlina do walki w sierpniu 1914 roku. W szybko rosnącej powodzi patriotycznych książek i broszur, wierszy i piosenek różnej jakości, większość autorów powoływała się na jedność narodową. Dzięki zwycięskiemu natarciu Niemiec w Belgii, ale przede wszystkim po sukcesach w pokonaniu dwóch armii rosyjskich w bitwie pod Tannenbergiem, euforia zwycięstwa wzrosła nawet w dzielnicach robotniczych, gdzie powiewały liczne czarno-biało-czerwone flagi Niemiec.
Latem 1914 roku setki tysięcy ochotników zgłosiło się do Armii Cesarstwa Niemieckiego, wierząc w rychłe zwycięstwo. Głosy ostrzegające przed nieprzewidywalnymi konsekwencjami wojny pozostały w dużej mierze zlekceważone. Na wielu małych scenach komercyjnego teatru rozrywkowego wielkimi przebojami cieszyły się komedie patriotyczne, których głównym tematem było przebudzenie narodowe w Niemczech i marsz żołnierzy na front. Jednak od wiosny 1915 roku były one coraz częściej zastępowane przez poważniejsze spektakle, po tym jak horror prawdziwej wojny przedostał się do domów dzięki doniesieniom z frontu. Zgodnie z tradycją w pierwszych tygodniach wojny w Berlinie wywieszono listy poległych żołnierzy. Kiedy jednak te listy ofiar powiększyły się, jesienią 1914 roku zakazano ich wywieszania.